# Maggie Gyllenhaal
Margalit Ruth „Maggie” Gyllenhaal ( /ˈdʒɪlənhɔːl/; n. 16 noiembrie 1977, New York City, New York, SUA) este o actriță și producătoare americană. Este fiica lui Stephen Gyllenhaal și a lui Naomi Achs și sora mai mare a actorului Jake Gyllenhaal. 
A jucat alături de fratele ei în Donnie Darko (2001).